# المعالجة الحيوية في الموقع
المعالجة البيولوجية هي عملية تطهير المواقع الملوثة من خلال استخدام الكائنات الحية الدقيقة داخلية أو خارجية المنشأ. في الموقع مصطلح يستخدم في مجموعة متنوعة من المجالات التي تعني "في الموقع" ويشير إلى موقع الحدث. في سياق المعالجة البيولوجية، يشير في الموقع إلى أن موقع المعالجة البيولوجية قد حدث في موقع التلوث دون نقل المواد الملوثة. تستخدم المعالجة البيولوجية لتحييد الملوثات بما في ذلك الهيدروكربونات والمركبات المكلورة والنترات والمعادن السامة والملوثات الأخرى من خلال مجموعة متنوعة من الآليات الكيميائية. الكائنات الحية الدقيقة المستخدمة في عملية المعالجة الحيوية يمكن زرعها أو زراعتها داخل الموقع من خلال استخدام الأسمدة والمغذيات الأخرى. المواقع الملوثة الشائعة التي تستهدف بالمعالجة البيولوجية هي المياه الجوفية والتربة الملوثة. كما أظهرت النظم البيئية المائية المتأثرة بانسكابات النفط تحسنًا من خلال تطبيق المعالجة الحيوية. ومن أبرز هذه الحالات تسرب ديب واتر هورايزن النفطي في عام 2010 و تسرب إيكسون فالديز النفطي في عام 1989. يوجد نوعان مختلفان من المعالجة الحيوية يحددهما الموقع الذي تحدث فيه العملية. تحدث المعالجة الحيوية خارج الموقع في مكان منفصل عن الموقع الملوث وتنطوي على نقل المواد الملوثة. يحدث في الموقع داخل موقع التلوث يمكن تصنيف المعالجة الحيوية في الموقع أيضًا من خلال عملية التمثيل الغذائي التي تحدث، الهوائية واللاهوائية، ومستوى المشاركة البشرية.

## تاريخ
حفز تسرب خط أنابيب صن أويل في أمبلر بولاية بنسلفانيا أول استخدام تجاري للمعالجة الحيوية في الموقع في عام 1972 لإزالة الهيدروكربونات من المواقع الملوثة. تم تسجيل براءة اختراع في عام 1974 من قبل ريتشارد رايموند، استصلاح المياه الجوفية الملوثة بالهيدروكربون، والتي وفرت الأساس لتسويق المعالجة الحيوية في الموقع.

## تصنيفات معالجة حيوية في الموقع

### معجل
تُعرف المعالجة الحيوية المعجلة في الموقع عندما يتم استهداف كائن دقيق مخصص حتى ينمو من خلال تطبيق أي من العناصر الغذائية أو مانح الإلكترون على الموقع الملوث. في عملية التمثيل الغذائي الهوائي، يمكن أن تكون المغذيات المضافة إلى التربة عبارة عن أكسجين فقط. غالبًا ما تتطلب المعالجة الحيوية اللاهوائية في الموقع مجموعة متنوعة من المانحين أو المستقبلين للإلكترون مثل البنزوات واللاكتات. إلى جانب المغذيات، يمكن أيضًا إدخال الكائنات الحية الدقيقة مباشرة إلى الموقع من خلال المعالجة الحيوية المتسارعة في الموقع. يُطلق على إضافة الكائنات الدقيقة الدخيلة إلى موقع ما اسم "مقياس حيوي" ويتم استخدامه عندما يكون كائن حي دقيق معين فعالاً في تحطيم الملوثات في الموقع ولا يتم العثور عليه بشكل طبيعي أو في عدد سكان مرتفع بما يكفي ليكون فعالاً. تستخدم المعالجة الحيوية المعجلة في الموقع عندما لا تكون المجموعة المرغوبة من الكائنات الحية الدقيقة داخل الموقع موجودة بشكل طبيعي على مستوى كافٍ لتقليل الملوثات بشكل فعال. تستخدم أيضًا عندما تكون العناصر الغذائية المطلوبة داخل الموقع إما بتركيز غير كافٍ لدعم النمو أو غير متوفرة.

#### عملية رايموند
عملية رايموند هي نوع من المعالجة الحيوية المعجلة في الموقع والتي طورها ريتشارد ريموند وتتضمن إدخال المغذيات ومستقبلات الإلكترون إلى موقع ملوث. تستخدم هذه العملية في المقام الأول لمعالجة المياه الجوفية الملوثة. في عملية رايموند يتم إنشاء نظام حلقي. تُضخ المياه الجوفية الملوثة من مجرى مجرى المياه الجوفية إلى السطح وتُشبع بالمغذيات والمانح الإلكتروني، وغالبًا ما يكون الأكسجين. بعد ذلك يعاد ضح هذه المياه المعالجة إلى أسفل منسوب المياه الجوفية في المنبع حيث تم أخذها في الأصل. تقدم هذه العملية العناصر الغذائية والمانحين للإلكترون إلى الموقع مما يسمح بنمو مجموعة ميكروبية محددة.

##### حقن الأكسجين
في المواقع الملوثة حيث يكون التمثيل الغذائي الميكروبي المرغوب فيه هوائيًا، يمكن استخدام إدخال الأكسجين إلى الموقع لزيادة عدد الكائنات الحية الدقيقة المستهدفة. يحدث حقن الأكسجين من خلال مجموعة متنوعة من العمليات. يمكن حقن الأكسجين في باطن الأرض من خلال آبار الحقن. غالبًا ما يكون وجود الأكسجين داخل الموقع هو العامل المحدد عند تحديد الإطار الزمني وفعالية عملية المعالجة الحيوية المقترحة في الموقع.

###### حقن الأوزون
الأوزون المحقون في باطن الأرض يمكن أن يكون وسيلة لإدخال الأكسجين إلى موقع ملوث. على الرغم من كونه عامل مؤكسد قوي ويحتمل أن يكون له تأثير سام على المجموعات الميكروبية تحت السطحية ، يمكن أن يكون الأوزون وسيلة فعالة لنشر الأكسجين في جميع أنحاء الموقع بسبب قابلية ذوبانه العالية. في غضون عشرين دقيقة بعد حقنه في باطن الأرض، يتحلل خمسون بالمئة من الأوزون إلى أكسجين. يتم إدخال الأوزون بشكل شائع إلى التربة إما في حالة مذابة أو غازية.

##### المعالجة الحيوية اللاهوائية في الموقع المعجلة
في المعالجات الحيوية اللاهوائية المعجلة في الموقع، يتم إدخال المانحين والمستقبلين للإلكترون في موقع ملوث من أجل زيادة عدد الكائنات الحية الدقيقة اللاهوائية.

### توهين طبيعي مراقب
التوهين الطبيعي الخاضع للمراقبة هو علاج حيوي في الموقع يحدث مع تدخل بشري ضئيل أو بدون تدخل بشري. تعتمد هذه العملية على المجموعات الميكروبية الطبيعية التي تعيش داخل المواقع الملوثة لتقليل الملوثات بمرور الوقت إلى المستوى المطلوب. أثناء التوهين الطبيعي المرصود، تتم مراقبة الموقع من أجل تتبع تقدم المعالجة الحيوية. يستخدم التوهين الطبيعي الخاضع للمراقبة في المواقع التي لم يعد فيها مصدر التلوث موجودًا، غالبًا بعد إجراء أنواع أخرى أكثر نشاطًا من المعالجة الحيوية في الموقع.

## استخدامات معالجة حيوية في الموقع

### تحلل الهيدروكربون
تحدث بشكل طبيعي داخل التربة مجموعات ميكروبية تستخدم الهيدروكربونات كمصدر للطاقة والكربون. ما يصل إلى عشرين بالمائة من مجموعات التربة الميكروبية لديها القدرة على استقلاب الهيدروكربونات. يمكن استخدام هذه المجموعات إما من خلال المعجل أو التوهين الطبيعي الذي يتم رصده لتحييد الملوثات الهيدروكربونية في التربة. الطريقة الأيضية للمعالجة بالهيدروكربونات هي بالدرجة الأولى طريقة هوائية. المنتجات النهائية لمعالجة الهيدروكربونات هي ثاني أكسيد الكربون والماء. تختلف الهيدروكربونات في سهولة التحلل بناءً على بنيتها. تعتبر الكربونات الأليفاتية طويلة السلسلة هي الأكثر فعالية في التحطيم. الهيدروكربونات الأليفاتية قصيرة السلاسل والمتفرعة والرباعية أقل فعالية في التحطيم. يعتمد تحلل الألكين على تشبع السلسلة بالألكينات المشبعة التي تتحلل بسهولة أكبر. توجد أعداد كبيرة من الميكروبات التي لها القدرة على استقلاب الهيدروكربونات العطرية داخل التربة. الهيدروكربونات العطرية أيضًا عرضة للتحلل من خلال التمثيل الغذائي اللاهوائي. استقلاب الهيدروكربونات هو وجه مهم من جوانب المعالجة الحيوية في الموقع بسبب شدة التسربات البترولية في جميع أنحاء العالم. ترتبط قابلية الكربون العطري متعدد النوى للتحلل بعدد الحلقات العطرية داخل المركب. تتحلل المركبات التي تحتوي على حلقتين أو ثلاث حلقات بمعدل فعال، ولكن المركبات التي تحتوي على أربع حلقات أو أكثر يمكن أن تكون أكثر مرونة أمام محاولات المعالجة الحيوية. يتحقق تحطيم الكربون العطري متعدد النوى الذي يحتوي أقل من أربع حلقات بواسطة الميكروبات الهوائية المختلفة الموجودة في التربة. وفي الوقت نفسه، بالنسبة للمركبات ذات الحجم الجزيئي الأكبر ، فإن الطريقة الأيضية الوحيدة التي أثبتت فعاليتها هي الاستقلاب المرافق. جنس الفطر ظاهر الهلب تحت الظروف اللاهوائية لديه أنواع تملك القدرة على استقلاب بعض الكربونات العطرية متعددة النوى باستخدام إنزيم بيروكسيداز.

### المركبات مكلورة

#### المركبات الأليفاتية المكلورة
توجد مجموعة متنوعة من أنماط التمثيل الغذائي القادرة على تحطيم المركبات الأليفاتية المكلورة. الاختزال اللاهوائي، وأكسدة المركب، والتمثيل الغذائي في الظروف الهوائية هي أنماط التمثيل الغذائي الرئيسية الثلاثة التي تستخدمها الكائنات الحية الدقيقة لتحطيم المركبات الأليفاتية المكلورة. الكائنات الحية التي يمكنها بسهولة استقلاب المركبات الأليفاتية المكلورة ليست شائعة في البيئة. واحد واثنان من ذرات الكربون التي تحتوي على القليل من الكلورة هي المركبات الأكثر فعالية في عملية التمثيل الغذائي عن طريق التجمعات الميكروبية في التربة. غالبًا ما يتم إجراء تحلل المركبات الأليفاتية المكلورة من خلال الاستقلاب المرافق.

#### الهيدروكربونات العطرية المكلورة

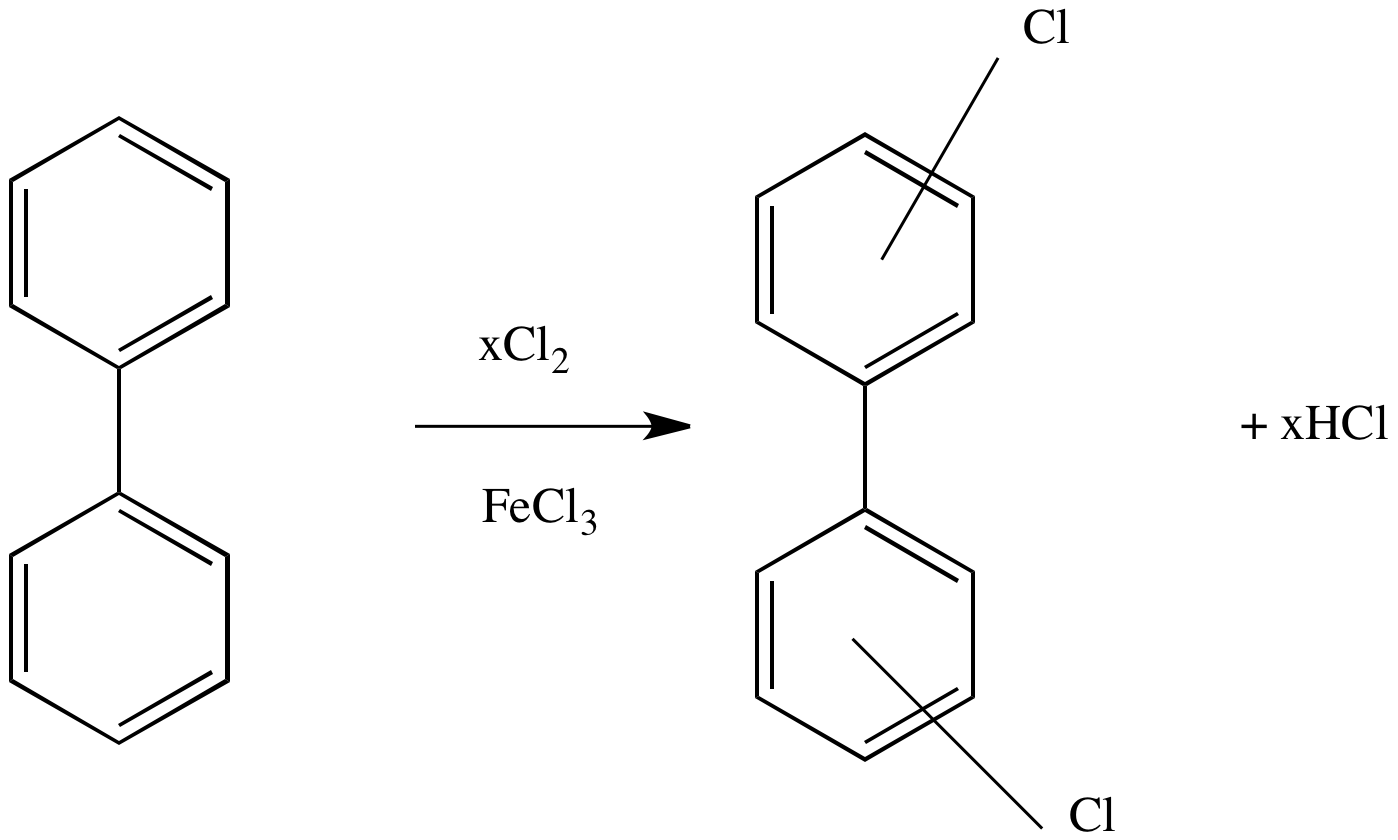
التركيب والهيكل العام لثنائي الفينيل متعدد الكلور.

الهيدروكربونات العطرية المكلورة مقاومة للمعالجة الحيوية والعديد من الكائنات الحية الدقيقة تفتقر إلى القدرة على تحلل المركبات. تتحلل غالبا الهيدروكربونات العطرية المكلورة من خلال عملية إزالة الكلور الاختزالية في ظل ظروف لاهوائية. تتحلل مركبات ثنائي الفينيل متعدد الكلور في المقام الأول من خلال التمثيل المرافق. هناك بعض الفطريات التي يمكن أن تحلل هذه المركبات أيضًا. تشير الدراسات إلى زيادة في تحلل ثنائي الفينيل عند إضافته إلى الموقع بسبب تأثيرات الاستقلاب المرافق التي تسببها الإنزيمات المستخدمة في تحلل ثنائي الفينيل على مركبات ثنائي الفينيل متعدد الكلور.

## فوائد
بسبب المعالجة الحيوية في الموقع التي تحدث في موقع التلوث، هناك خطر أقل للتلوث المتصالب على عكس المعالجة الحيوية خارج الموقع حيث يتم نقل المواد الملوثة إلى مواقع أخرى. يمكن أن يكون للمعالجة الحيوية في الموقع أيضًا تكاليف أقل ومعدل أعلى لإزالة التلوث من المعالجة الحيوية خارج الموقع.